# Opération Yellow Bird

L’opération Yellow Bird a permis, après les manifestations de la place Tian'anmen en 1989, l'exfiltration de près de 400 dissidents chinois par la France, les États-Unis et la Grande-Bretagne.

## Etymologie
Le nom de l'opération fait référence à l'expression chinoise : « La mante religieuse poursuit la cigale, l’oiseau jaune est derrière. » (螳螂捕蟬，黃雀在後). L'expression signifie que l'on poursuit un objectif malgré les risques encourus.

## Historique
L'opération a été organisée par des diplomates et des officiers de renseignement occidentaux et notamment français avec l'aide de triades chinoises ,. Yellow Bird a reçu un soutien financier considérable de la part d'hommes d'affaires et de personnalités du show-business chinois. Beaucoup de gens ordinaires et même des fonctionnaires chinois ont coopéré avec le réseau à ses débuts, tandis que les diplomates à Hong Kong ont aidé les dissidents en fournissant des visas sécurisés pour le passage rapide vers Hong Kong à l'époque sous souveraineté britannique. Albert Ho, un homme politique de Hong Kong, indique : « Après le massacre [de Tiananmen], on a commencé à se remettre du choc et à réfléchir à ce que nous pourrions faire, mais nous les démocrates, nous vivions tous à Hongkong, nous n’avions pas de réseaux en Chine ». Un producteur de cinéma contacte alors  les triades, opposées au régime communiste, pour utiliser les réseaux de contrebande de celles-ci,.
Alors que peu de portes s'ouvrent pour accueillir les fugitifs, le consul général de France Jean-Pierre Montagne « décide de réagir humainement selon sa conscience, avec le soutien du gouvernement français au plus haut niveau ». De juin 1989 à février 1990, 150 dissidents, pourront rejoindre Hong Kong puis se réfugieront en France. Roland Dumas, ministre des Affaires étrangères français de l'époque, indique dans le documentaire Opération Yellow Bird que des fonds secrets du quai d'Orsay ont été débloqués afin d'assurer l'accueil des réfugiés. Paul Jean-Ortiz participera à l'accueil des militants chinois : « Je me suis occupé de l'accueil en France des dissidents qui fuyaient la Chine, a-t-il admis modestement au JDD, préférant garder le silence sur les filières mises en place par les services de renseignements français, britannique puis américain pour exfiltrer environ 300 opposants et candidats à la défection au sein du régime jusqu'à Hong-Kong avec l'aide de la mafia chinoise ».
Lors du 14 juillet 1989, à l'occasion du bicentenaire de la Révolution, à l'initiative de Jack Lang organisateur de la manifestation, plusieurs étudiants chinois exfiltrés avec Yellow Bird, assistent au défilé de Jean-Paul Goude. Ainsi Wuer Kaixi, un des leaders étudiants des manifestations de la place Tian'anmen, explique : « Le jour du défilé, le 14 juillet, j’étais place de la Concorde, dans la loge officielle réservée à la Chine. Le gouvernement chinois n’avait pas envoyé de délégation, et ce sont donc quelques-uns des rescapés du massacre de TianAnMen qui ont, ce jour-là, représenté la Chine. ». Par ailleurs des étudiants chinois en France étaient en début de cortège, le front ceint d’un tissu blanc en signe de deuil, un vélo à la main, entourant un tambour géant,. Le journaliste Francis Deron signale qu'une quinzaine d'opposants, parmi les plus en vue, étaient présents à Paris lors du 14 juillet dont deux conseillers de Zhao Ziyang à savoir Su Shaozhi et Yan Jiaqi.

## Documentaire
Sophie Lepault a réalisé le documentaire Opération Yellow Bird diffusé sur France 3 le 2 juin 2016. Plusieurs personnalités y interviennent ; les dissidents Wuer Kaixi, Lü Jinghua, Jian Jiaqi, Cai Chongguo, du côté français Jean-Pierre Montagne, vice-Consul de France à Hong Kong entre 1986 et 1991, François Fensterbank, attaché de presse au Consulat de France à Hong Kong entre 1985 et 1990 et Roland Dumas, ministre des Affaires Etrangères français entre 1988 et 1993. Marie Holzman a assuré la tâche de conseillère historique, c'est d'ailleurs la seule sinologue qui a accepté d'intervenir dans le documentaire ; elle est déjà « interdite de Chine », ne pouvant obtenir de visa.